# Hunter (serie televisiva 2003)
Hunter è una serie televisiva poliziesca con Fred Dryer e Stepfanie Kramer, creata da Frank Lupo.

## Trama
Rick Hunter, insieme alla sua collega Dee Dee McCall, si ritrova a dover risolvere una vasta serie di omicidi, aiutati da alcuni agenti della centrale di polizia di San Diego.

## Produzione
Nel 2002 la rete NBC realizzò un secondo film televisivo ispirato alla serie televisiva Hunter intitolato Hunter - Ritorno alla giustizia. In questo film, a differenza del precedente, Stepfanie Kramer è tornata ad interpretare il ruolo di McCall, e l'ambientazione è passata da Los Angeles a San Diego.
Dato il buon risultato in termini di ascolti, Stephen J. Cannell, Fred Dryer e la NBC decisero di realizzare una nuova serie televisiva con protagonisti i due detective. Nell'aprile 2003 la rete trasmise un terzo film televisivo, Hunter - Ritorno in polizia , che servì come una specie di episodio pilota per la nuova serie. La rete decise di commissionare altri cinque episodi che, nel caso avessero ottenuto un altro simile successo, sarebbero stati seguiti da altri, dando così inizio ad un vero e proprio ritorno della serie.
La NBC, tuttavia, cancellò improvvisamente il progetto dopo la trasmissione dei soli primi tre episodi ed i rimanenti due non sono ancora stati trasmessi negli Stati Uniti. Secondo la rete lo show riusciva ad attirare per la maggior parte solamente il vecchio pubblico della serie originale, mentre l'attore Fred Dryer ha citato difficoltà creative e limiti di budget tra i motivi della sospensione del progetto.

## Episodi
| Stagione       | Episodi | Prima TV originale | Prima TV Italia |
| -------------- | ------- | ------------------ | --------------- |
| Stagione unica | 5       | 2003               | 2004            |